# Stapinus van Dourgne
Stapinus van Dourgne was een bisschop van Carcassone en wordt in delen van Italië, Zuid-Frankrijk, België, Tsjechië en Duitsland binnen de Rooms-Katholieke Kerk vereerd als patroonheilige voor jicht en voetafwijkingen.

## Biografie
Over zijn leven is weinig bekend. Volgens lokale en kerkelijke overlevering is hij waarschijnlijk geboren tussen 683 en 788 en leefde hij als kluizenaar in het onherbergzame gebied rond Dourgne in Frankrijk. De lokale bevolking haalde hem met veel moeite over om bisschop te worden in het bisdom Lavaur.
Stapinus wordt vereerd in de kloostergemeenschap Calca bij Dourgne. Zijn resten liggen begraven in Carcassonne. Zijn drie broers worden eveneens (lokaal) vereerd als heiligen.

## Gedenkdag
Stapinus wordt herdacht op 6 augustus. Tot in de Napoleontische tijd werd zijn feestdag in Frankrijk gevierd met maaltijden van bonen en allerhande spelletjes.

## Naam
Stapinus is ook bekend als Stapin (Frans), Stapino (Italiaans), Stapin, Stafin, Stabin (Tsjechisch), Stamp, Stan, Stap, ook wel Photino of Photinus (Φωτεινός Grieks: Foteinos) van Anhée (in Arrondissement Dinant, provincie Namen).
Sommige wetenschappers zijn de mening toegedaan dat Stapinus een populaire naam (vleivorm) is voor de zevende-eeuwse bisschop Stephanus van Carcassonne die stierf als martelaar. Andere onderzoekers menen dat er een verband bestaat tussen het specifieke patronaat en de eigennaam Stapinus die zou verwijzen naar een (voet)stap of stappen. Mogelijkerwijs betreft het hier dan ook een bijnaam.

## Sporen
1. In de kerk St. Maria Secreta in Milaan bevindt zich een altaar dat gewijd is aan Sint-Stapinus.
2. Bij het gehucht Dourgne, Désert de Saint-Ferréol, Departement Tarn, Midden-Pyreneeën, waar hij een tijd leefde als kluizenaar, zou zich een groep van vier verbonden antropomorfe stenen bevinden, "les genouillades" genaamd, vernoemd naar Stapin en drie andere (bescherm)heiligen, te weten zijn broers Saint Ferréol, Saint-Macaire en Saint Hippolyte.[3] In deze omgeving is er ook een kapel uit vijftienhonderd met diverse votiefafbeeldingen van Stapin.
3. In Ventznac (Departement Aude) is een tweede kerkpatroon voor de lokale kerk Stapin genaamd. Overigens bestond er tot ver in de 18e eeuw in Lyon een orde van Saint Stapin.
4. In Namen (België) wordt Stapinus vereerd als heilige voor kinderen met voetafwijkingen.
5. In Klokočka, Midden-Bohemen, Tsjechië, staat een kapel gewijd aan de heilige Stapinus (Stapina).[4][5]
6. In de literatuur zijn verwijzingen te vinden naar Stapinus in Les Actes des saints des Bollandistes en in de Acta Sanctorum waarin hij omschreven wordt als heilige.[6]